# Coenotephria molliculata
Coenotephria molliculata là một loài bướm đêm trong họ Geometridae.